# سیارک ۶۷۲۲
سیارک ۶۷۲۲ (به انگلیسی: 6722 Bunichi، نامگذاری:1991BG2) شش هزار و هفتصد و بیست و دومین سیارک کشف شده‌است که در ۲۳ ژانویه ۱۹۹۱ کشف شد.
قدر مطلق سیارک برابر ۱۲٫۴۰ است.